# Dieppe Bay Town
Dieppe Bay Town är en parishhuvudort i Saint Kitts och Nevis.   Den ligger i parishen Saint John Capisterre, i den nordvästra delen av landet, 16 km nordväst om huvudstaden Basseterre. Dieppe Bay Town ligger 20 meter över havet och antalet invånare är 592.